# From Death to Destiny
From Death to Destiny —en español: «De la muerte al destino» — es el tercer álbum de estudio de la banda inglesa de Metal Asking Alexandria y el tercero con Danny Worsnop en las vocales. La banda anunció que dicho álbum saldría en julio, en su cuenta de YouTube dieron un vistazo de una nueva canción en su gira promocional que forma parte de la canción titulada «The Death of Me». El cantante Danny Worsnop mostró el estribillo de la canción en su cuenta de Twitter. La banda lanzó el sencillo «The Death of Me», el 28 de marzo de 2013, a través del canal de Sumerian Records en YouTube.
El álbum se iba a lanzar el 13 de enero de 2013, pero no pudo concretarse por los problemas de voz de Danny Worsnop que se dieron a finales del 2012 cuando estaban en plena gira, retrasando las grabaciones de From Death to Destiny. Actualmente se embarcaron en la gira «Dont Pray for Us Tour», con Motionless In White, Chimaira, I Killed The Prom Queen y Whitechapel para promocionar su nuevo álbum. A mediados de febrero en la página oficial de Sumerian Records publicaron las fechas de la gira que abarcaron los meses de abril y mayo en Estados Unidos.

## Composición

### Lírica
Danny Worsnop comentó sobre el sonido del álbum, diciendo que sería diferente a su trabajo anterior, que tendría un sonido más feliz, una lírica más profunda, principalmente inspirada por sus problemas con el alcohol y drogas.

## Lista de canciones
| From Death to Destiny |                                    |          |  |
| N.º                   | Título                             | Duración |  |
| 1.                    | «Don't Pray for Me»                | 4:40     |  |
| 2.                    | «Killing You»                      | 3:11     |  |
| 3.                    | «The Death of Me»                  | 4:18     |  |
| 4.                    | «Run Free»                         | 4:10     |  |
| 5.                    | «Break Down the Walls»             | 3:31     |  |
| 6.                    | «Poison»                           | 3:46     |  |
| 7.                    | «Believe»                          | 3:31     |  |
| 8.                    | «Creature»                         | 3:14     |  |
| 9.                    | «White Line Fever»                 | 3:43     |  |
| 10.                   | «Moving On»                        | 4:02     |  |
| 11.                   | «The Road»                         | 4:30     |  |
| 12.                   | «Until the End (con Howard Jones)» | 3:24     |  |
| 13.                   | «The Death Of Me (Rock Mix)»       | 3:24     |  |

| Edición de lujo del Reino Unido |                                              |          |  |
| N.º                             | Título                                       | Duración |  |
| 14.                             | «Dead»                                       | 4:00     |  |
| 15.                             | «Someone, Somewhere (acústico de Ben Bruce)» | 3:43     |  |
| 16.                             | «The Death Of Me (Acoustic)»                 | 3:25     |  |

| Japanese Bonus Track |                                  |          |  |
| N.º                  | Título                           | Duración |  |
| 16.                  | «Closer (Nine Inch Nails Cover)» | 6:24     |  |

## Créditos
| Asking Alexandria - Danny Worsnop: voz, programación, piano, sintetizador. - Ben Bruce: Guitarra líder, coros. - Sam Bettley: Bajo eléctrico. - James Cassells: Batería, percusión. - Cameron Liddell: Guitarra rítmica. | Producción - Joey Sturgis: productor, ingeniero de sonido. - Nick Sampson: ingeniería adicional y edición. - Jeff Dunne: edición adicional. - David Bendeth: mezcla y masterización. |